# Поспешный (фрегат, 1821)
«Поспе́шный» — 44-пушечный парусный фрегат Черноморского флота Российской империи. Участвовал в русско-турецкой войне 1828—1829 годов.

## Постройка
Корабль был заложен 10 февраля 1820 года в Николаевском адмиралтействе, спущен на воду 2 ноября 1821 года; вошёл в состав Черноморского флота>.

## Служба
В 1822 году корабль перешёл из Николаева в Севастополь. В 1823, 1824 и 1826 годах с эскадрой находился в практических плаваниях по Чёрному морю, в 1826 и 1827 годах был в крейсерстве у берегов Абхазии.
21 апреля 1829 года фрегат «Поспешный» с эскадрой вице-адмирала А. С. Грейга вышел из Севастополя и 2 мая пришёл к Анапе; 3 и 7 мая вёл огонь по крепости, а с 9 по 19 мая крейсировал между Анапой и Геленджиком, после чего, встав против крепости, подверг её трёхдневному обстрелу. Сам корабль от ответного огня получил 34 пробоины, а также повреждения рангоута и такелажа. После капитуляции Анапы «Поспешный» доставил в Керчь пленных турок, после чего прибыл в Севастополь.
14 июля 1829 года фрегат соединился со флотом, находящимся у Коварны и с 17 июля по 5 августа крейсировал к проливу Босфор; 28 июля «Поспешный» при помощи гребных судов сжёг турецкое судно, а два судна взял в плен и привёл их к Варне, где стоял русский флот. В составе эскадры капитана 1-го ранга Н. Д. Критского 17 августа подошёл к крепости Инада и принял участие в подавлении огнём батарей турок и высадке десанта. Несмотря на сильный огонь с крепости, фрегату удалось занять место по диспозиции на картечный выстрел от батарей неприятеля. В этом бою фрегат получил 11 пробоин, а его капитан — Лаврентий Иванович Черников 30 августа был награждён орденом Святого Георгия 4-го класса (№ 4167 по кавалерскому списку Григоровича — Степанова).
С 25 августа по 10 сентября корабль находился в крейсерстве в районе Босфора и во время шторма был повреждён; 19 сентября «Поспешный» принял на борт раненных, которых перевёз из Варны в Одессу, после чего ушёл для ремонта в Севастополь.
После ремонта, 28 марта 1829 года фрегат в составе отряда перешёл из Севастополя к Сизополю, где стоял русский флот. В апреле фрегат крейсировал у Босфора, а 24 апреля соединился с отрядом капитана 1-го ранга И. С. Скаловского, вместе с которым прошёл вдоль анатолийского берега; 5 мая у Ачкесара огнём с «Поспешного» был уничтожен строившийся турецкий корвет; 11 мая фрегат с отрядом вновь вернулся в Сизополь, где воссоединился с основным флотом и до 25 августа ещё пять раз выходил в крейсерство к Босфору.
21 июля отряд во главе с «Поспешным» подошёл к Василико, где высадил десант, который без боя взял город. Спустя три дня отряд пришёл к Агатополю, подавил огнём батареи и высадил десант, также овладевший городом; 7 августа отряд обстрелял крепость Инада, а высаженный десант захватил крепость.
7 сентября 1829 года «Поспешный» привёз в Бургас захваченное в Агатополе предназначенное для болгарских повстанцев оружие. Также он доставил в Сизополь из Мидии раненных и захваченные пушки турок; 12 октября фрегат вышел из Сизополя с депешами в Одессу, а затем прибыл в Севастополь. 
С 1830 года корабль занимал в Севастополе брандвахтенный пост и был разобран в 1839 году.

## Командиры фрегата
Командирами фрегата служили:
- 1822—1826 годы — И. И. Сулима
- 1827 год — И. Ф. Резанов
- с 18.03.1828 — капитан 2-го ранга Л. И. Черников
- до 26 мая 1829 года — Г. И. Немтинов
- С 26 мая по 17 июля 1829 года — А. И. Казарский
- С 17 июля по 5 сентября 1829 года — Е. И. Колтовский
- С 5 сентября 1829 года — П. М. Вукотич